# 厚狹站
厚狹站（日语：〔〕／ Asa eki */?）是位於日本山口縣山陽小野田市大字厚狹字沖田、西日本旅客鐵道（JR西日本）的鐵路車站。

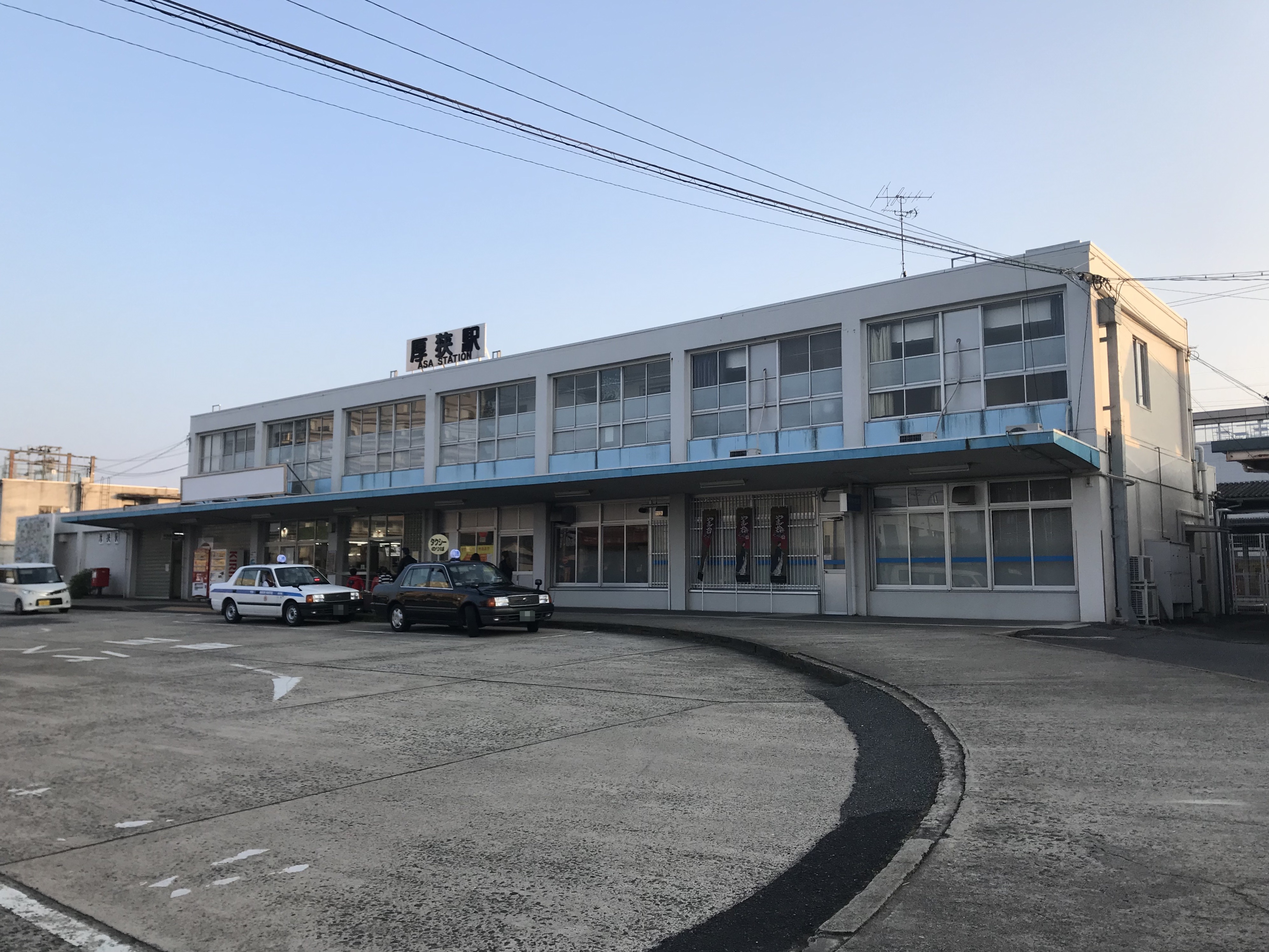
在來線站房(2018年3月)

## 車站構造
站內劃分為新幹線與在來線月台區，其中山陽新幹線為2面2線的配置，而在來線則為4面7線配置。5號線（6號線的背面，未實際設置編號）、8號線（7號線的背面，未實際設置編號）現在沒有使用。至於4號線則為未設月台的中線，主要由貨運列車使用。
山陽新幹線月台可以對應16節車廂長的列車，但由於通常停靠的列車最長只有到8節，因此有6節車廂長度的月台上方並沒有設置遮蓋。

### 月台配置
| 月台       | 路線       | 方向       | 目的地             | 備註               |
| 在來線月台 | 在來線月台 | 在來線月台 | 在來線月台         | 在來線月台         |
| ---------- | ---------- | ---------- | ------------------ | ------------------ |
| 1          | ■ 美彌線   | ■ 美彌線   | 往美彌、長門市方向 | 往美彌、長門市方向 |
| 1          | ■ 山陽本線 | 下行       | 往下關方向         | 早晨發車用         |
| 2          | ■ 山陽本線 | 上行       | 往新山口、防府方向 | 待避、本站發車用   |
| 2          | ■ 山陽本線 | 下行       | 往下關方向         | 本站發車用         |
| 2          | ■ 美彌線   | ■ 美彌線   | 往美彌、長門市方向 | 僅有部分列車       |
| 3          | ■ 山陽本線 | 下行       | 往下關方向         | 部分列車           |
| 6          | ■ 山陽本線 | 上行       | 往新山口、防府方向 | 往新山口、防府方向 |
| 7          | ■ 山陽本線 | 下行       | 往下關方向         | 往下關方向         |
| 新幹線月台 |            |            |                    |                    |
| 11         | 山陽新幹線 | 上行       | 往廣島、新大阪方向 | 往廣島、新大阪方向 |
| 12         | 山陽新幹線 | 下行       | 往小倉、博多方向   | 往小倉、博多方向   |

## 營運狀況
新幹線月台於1999年啟用，是山陽新幹線最晚開業的車站。但1小時只有2班回聲號（こだま）停車，為山陽新幹線唯一只停靠回聲號列車的車站。

## 車站周邊
- 山陽小野田市 山陽總合事務所（舊山陽町役場）
- 國道2號

站前有寢太郎銅像。

## 歷史
- 1900年（明治33年）12月3日山陽鐵道車站、三田尻（今防府）～厚狹間開業時設置。
- 1906年（明治39年）12月1日山陽鐵道國有化、成為國鐵車站。
- 1987年（昭和62年）4月1日國鐵分割民營化、成為JR西日本車站。
- 1999年（平成11年）3月13日山陽新幹線車站開業。
- 2005年（平成17年）2月22日山陽新幹線設置自動驗票閘門。

## 相鄰車站
西日本旅客鐵道
山陽新幹線
新山口－厚狹－新下關
■山陽本線
小野田－厚狹－埴生
■美禰線
厚狹－（鴨之庄信號場）－湯之峠

## 外部連結
- JR西日本（厚狹站） （页面存档备份，存于）

34°3′12″N 131°9′36″E / 34.05333°N 131.16000°E
1. 1 2  . 鉄道ジャーナル (鉄道ジャーナル社). 1999-04, 33 (4): 78–79.